# Pascual Dorado
Pascual Dorado fue un hacendado y político peruano. 
Fue elegido diputado por la provincia de La Convención entre 1868 y 1871 durante el gobierno de José Balta y reelecto en 1872 durante el gobierno de Manuel Pardo. También formó parte, en representación de la misma provincia, del Congreso de Arequipa de 1883 al final de la Guerra del Pacífico y durante el gobierno de Lizardo Montero.
Durante su primera gestión (1868-1872), Dorado presentó iniciativas para la determinación de los límites de la provincia de La Convención así como de sus respectivas poblaciones para establecer que los terrenos donde se asientan las mismas sean expropiadas. También presentó, conjuntamente con los diputados Dionisio Urbina y Augusto Cabada un dictamen que opinaba respecto de la conveniencia de una ley sobre la inmigración africana que fue dejado de lado por considerarse que era una suerte de restablecimiento de la esclavitud. Asimismo, durante su gestión en el Congreso de Arequipa de 1883 fue parte de los diputados que votaron por el no ante la propuesta de cesión de la provincia de Tarapacá a favor de Chile como resultado de la Guerra del Pacífico.
En 1884 formó parte de la Asamblea Constituyente convocado por el presidente Miguel Iglesias luego de la firma del Tratado de Ancón que puso fin a la Guerra del Pacífico. Esta asamblea no sólo ratificó dicho tratado sino también ratificó como presidente provisional a Miguel Iglesias, lo que ocasionó la Guerra civil peruana de 1884-1885.